# Rywaczki (osada leśna)
Rywaczki – osada leśna w Polsce położona w województwie śląskim, w powiecie kłobuckim, w gminie Miedźno.